# Juventus Turin (Frauenfußball)
Die Frauenfußballabteilung von Juventus Turin besteht seit dem 1. Juli 2017 und gewann von 2018 bis 2022 fünfmal hintereinander die Italienische Meisterschaft. Weitere Bezeichnungen sind Le bianconere („Die Weiß-Schwarzen“).

## Geschichte
Im Frauenfußball war Juventus Turin bis 2017 ausschließlich im Jugendbereich aktiv. Die Gründung einer Frauenmannschaft wurde erst durch eine 2015 vom italienischen Fußball-Dachverband Federazione Italiana Giuoco Calcio verabschiedete Regelung möglich, die es den italienischen Männer-Profivereinen erlaubt, eine Frauenfußballabteilung zu gründen und Frauenfußballvereine zu übernehmen.
Die Frauenfußballabteilung von Juventus Turin wurde am 1. Juli 2017 gegründet und konnte im selben Jahr in der Serie A für Frauen starten, nachdem man das Startrecht für die erste Liga von der in Cuneo ansässigen A.S.D. Cuneo Calcio Femminile erwarb.

## Erfolge
- Italienische Meisterschaft: (6) 2017/18, 2018/19, 2019/20, 2020/21, 2021/22, 2024/25
- Italienischer Pokal: (3) 2018/19, 2021/22, 2022/23
- Italienischer Superpokal: (4) 2019, 2020, 2021, 2023

## Kader der Saison 2024/25
Stand: 26. August 2024
| Nr. |            | Position | Name                   |
| --- | ---------- | -------- | ---------------------- |
| 3   | Italien    | AB       | Sara Gama              |
| 4   | Schweden   | AB       | Emma Kullberg          |
| 6   | Italien    | MF       | Eva Schatzer           |
| 7   | Schweiz    | ST       | Alisha Lehmann         |
| 8   | Italien    | MF       | Martina Rosucci        |
| 9   | Italien    | ST       | Sofia Cantore          |
| 10  | Italien    | ST       | Cristiana Girelli      |
| 11  | Italien    | ST       | Barbara Bonansea       |
| 13  | Italien    | AB       | Lisa Boattin           |
| 14  | Danemark   | ST       | Amalie Vangsgaard      |
| 15  | Schweden   | MF       | Hanna Bennison         |
| 16  | Frankreich | TW       | Pauline Peyraud-Magnin |
| 17  | Italien    | ST       | Asia Bragonzi          |

| Nr. |             | Position | Name                  |
| --- | ----------- | -------- | --------------------- |
| 18  | Italien     | ST       | Chiara Beccari        |
| 19  | Frankreich  | ST       | Lindsey Thomas        |
| 20  | Frankreich  | AB       | Estelle Cascarino     |
| 21  | Italien     | MF       | Arianna Caruso        |
| 22  | Italien     | AB       | Valentina Bergamaschi |
| 23  | Italien     | AB       | Cecilia Salvai        |
| 24  | Schweden    | MF       | Elsa Pelgander        |
| 25  | Schweiz     | AB       | Viola Calligaris      |
| 27  | Deutschland | MF       | Paulina Krumbiegel    |
| 31  | Italien     | TW       | Alessia Capelletti    |
| 44  | Kanada      | TW       | Lysianne Proulx       |
| 71  | Italien     | AB       | Martina Lenzini       |

## Trainer
- 2017–2021:  Rita Guarino
- 2021–2024:  Joe Montemurro
- seit 2024:  Massimiliano Canzi

## Ehemalige Spielerinnen
- Eniola Aluko
- Maria Alves
- Roberta Aprile
- Nicole Arcangeli
- Doris Bačić
- Lineth Beerensteyn
- Melissa Bellucci
- Valentina Cernoia
- Jennifer Echegini
- Petronella Ekroth
- Sanni Franssi
- Aurora Galli
- Maëlle Garbino
- Benedetta Glionna
- Laura Giuliani
- Julia Grosso
- Sara Björk Gunnarsdóttir
- Lina Hurtig
- Tuija Hyyrynen
- Dalila Ippólito
- Ingvild Isaksen
- Sofie Junge Pedersen
- Matilde Lundorf
- Ashley Nick
- Amanda Nildén
- Ella Palis
- Angela Passeri
- Katie Rood
- Federica Russo
- Lianne Sanderson
- Nicole Sciberras
- Linda Sembrant
- Aleksandra Sikora
- Simona Sodini
- Andrea Stašková
- Sabrina Tasselli
- Martina Toniolo
- Annahita Zamanian
- Katie Zelem